# Ед'юкейшн Сіті Стедіум
«Ед'юкейшн Сіті» (араб. ستاد المدينة التعليمية) — футбольний стадіон у місті Едюкейшн-Сіті, Катар, побудований до чемпіонату світу 2022 року.

## Історія
Стадіон було побудовано за ініціативою Qatar Foundation. Він буде перебудований після чемпіонату світу на 20 000 місць для занять університетськими видами спорту. Крім того, це буде місце проведення домашніх матчів збірної Катару з футболу серед жінок.
Арена мала бути відкритою в кінці 2019 року і стати одним з трьох стадіонів клубного чемпіонату світу з футболу. «Ед'юкейшн Сіті» отримав головні матчі турніру — другий півфінал з переможцем Ліги чемпіонів УЄФА «Ліверпулем», який мав стати матчем-відкриття арени, а також тут мала пройти гра за третє місце та фінал.
Втім 7 грудня 2019 року офіційне відкриття  стадіону було перенесено на початок 2020 року, і матчі клубного чемпіонату світу з футболу були перенесені на стадіон «Халіфа».

## Кубок Арабських націй 2021
Ед'юкейшн Сіті Стедіум прийняв 5 матчів Кубку Арабських націй 2021.
| Дата           | Час (UTC+3) | Команда 1         | Рахунок | Команда 2         | Стадія     | К-кість глядачів |
| -------------- | ----------- | ----------------- | ------- | ----------------- | ---------- | ---------------- |
| 1 грудня 2021  | 22:00       | Саудівська Аравія | 0:1     | Йорданія          | Група C    | 4 777            |
| 3 грудня 2021  | 16:00       | Оман              | 1:2     | Катар             | Група A    | 23 254           |
| 4 грудня 2021  | 22:00       | Палестина         | 1:1     | Саудівська Аравія | Група C    | 3 075            |
| 7 грудня 2021  | 22:00       | Ліван             | 1:0     | Судан             | Група D    | 5 991            |
| 10 грудня 2021 | 18:00       | Туніс             | 2:1     | Оман              | 1/4 фіналу | 21 329           |

## Чемпіонат світу 2022
На стадіоні Ед'юкейшн Сіті пройде 8 матчів Чемпіонату світу 2022.
| Дата              | Час (UTC+3) | Команда 1           | Рахунок | Команда 2           | Стадія     | К-кість глядачів |
| ----------------- | ----------- | ------------------- | ------- | ------------------- | ---------- | ---------------- |
| 22 листопада 2022 | 16:00       | Данія               | 0:0     | Туніс               | Група D    | 42 925           |
| 24 листопада 2022 | 16:00       | Уругвай             | 0:0     | Південна Корея      | Група H    | 41 663           |
| 26 листопада 2022 | 16:00       | Польща              | 2:0     | Саудівська Аравія   | Група C    | 44 259           |
| 28 листопада 2022 | 16:00       | Південна Корея      | 2:3     | Гана                | Група H    | 43 983           |
| 30 листопада 2022 | 18:00       | Туніс               | 1 :0    | Франція             | Група D    | 43 627           |
| 2 грудня 2022     | 18:00       | Південна Корея      | 2 :1    | Португалія          | Група H    | 44 097           |
| 6 грудня 2022     | 18:00       | 1-е місце групи F   | :       | 2-е місце групи E   | 1/8 фіналу |                  |
| 9 грудня 2022     | 18:00       | Переможець матчу 53 | :       | Переможець матчу 54 | 1/4 фіналу |                  |